# Pentacladiscus
Pentacladiscus es un género de dipluro en la familia Projapygidae.

## Especies
- Pentacladiscus manegarzoni San Martín, 1963
- Pentacladiscus schubarti San Martín, 1963